# Karups kommun
Karups kommun var 1970-2006 en kommun i Viborg amt, Danmark. Från 1 januari 2007 ingår den i Viborgs kommun.